# Carl Theodor Anger
Carl Theodor Anger (Danzig, 31 de julho de 1803 – Danzig, 25 de março de 1858) foi um matemático e astrônomo alemão. Foi aluno e assistente de Friedrich Wilhelm Bessel no Observatório de Königsberg de 1827 a 1831. Foi depois astrônomo da Sociedade de Pesquisas de Danzig.
Além de seu trabalho científico, especialmente em relação às funções de Bessel, é também conhecido por suas notas biográficas sobre a vida de Bessel.

## Publicações
- Anger, C. T. (1839–1841), Betrachtungen über verschiedene Gegenstände der neueren Geometrie (em alemão), 1 & 2, Danzig: Homann
- Anger, C. T. (1846), Erinnerung an Bessel's Leben und Wirken (em alemão), Danzig: Weber, 30 páginas
- Anger, C. T. (1847), Grundzüge der neueren astronomische Beobachtungskunst (em alemão), Berlin: Gernhard
- Anger, C. T. (1862),  Zaddach, G., ed., Populäre Vorträge über Astronomie (em alemão), Danzig: Kafemann